# Bujalance
Bujalance és una localitat de la província de Còrdova, Andalusia, Espanya. Limita al nord-oest amb Pedro Abad i El Carpio, al nord amb Montoro i Villa del Río i al sud amb Còrdova i Cañete de las Torres.

## Etimologia
El nom de la ciutat apareix en l'època romana. Per a alguns va ser Calpurniana, per a altres Bursabolis, Borjalimar o Colonia Baetis. Uns altres creuen que el topònim actual neix dels termes Vogia i Laos (el poble de Vogia). Els àrabs la van anomenar Bury al-Hans, que significa Torre de la Colobra. D'aquí derivaria el nom actual: Buxalanç, Buxalance, Bujalance.

## Demografia
| 1996  | 1998  | 1999  | 2000  | 2001  | 2002  | 2003  | 2004  | 2005  | 2006  |
| ----- | ----- | ----- | ----- | ----- | ----- | ----- | ----- | ----- | ----- |
| 8.163 | 8.204 | 8.156 | 8.051 | 8.088 | 8.066 | 7.995 | 7.915 | 7.870 | 7.832 |

## Personatges il·lustres
- Pedro Lavirgen Gil, tenor i catedràtic de cant.
- José Moreno Salazar, lluitador antifranquista.